# 天界寺
天界寺是南京的寺院，位于雨花西路能仁里，南京第二化工机械厂宿舍区内。始建于元代，现存大殿一座。

## 历史
天界寺最初位于朝天宫东侧，今丰富路、明瓦廊一带，原为元文宗在南京做藩王时的宅邸。天历元年（1328年），元文宗即位后，下令在宅邸修建龙翔集庆寺。洪武元年（1368年）在此成立善世院；《元史》也在此修纂。洪武二十一年（1388年），龙翔集庆寺遭火灾，朱元璋下令在中华门外的现址重建，并赐名天界善世寺，有金刚殿、天王殿、正佛殿、左观音殿、右轮藏殿、左伽蓝殿、右祖师殿、钟楼、毗卢阁等建筑。永乐二十一年（1423年），遭火灾，仅存大雄宝殿。天顺二年（1458年），僧人觉义募捐重建，恢复昔日盛况。太平天国时期毁于战火，1937年被日军再次毁坏。1949年后，大殿先后被用作舞厅和天界幼儿园，2012年前后闲置，但仍有人前来烧香。2014年文物部门成立“天界寺重兴筹备处”，对大殿进行科学修复，2017年对外开放。